# Campionat del Món de Trial 2011
|  | Per al campionat del món en pista coberta d'aquell any, vegeu Campionat del Món de X-Trial 2011 |

La temporada de 2011 del Campionat del Món de trial fou la 37a edició d'aquest campionat, organitzat per la FIM. El calendari oficial constava d'11 proves puntuables, celebrades entre el 15 de maig i el 4 de setembre.
Toni Bou va guanyar el cinquè dels seus 18 campionats mundials a l'aire lliure (a data de 2024), de nou, per davant d'Adam Raga i Takahisa Fujinami, una classificació que s'havia anat repetint invariablement des del 2007 fins a aquell 2011. Aquest any, però, el campionat fou més ajustat, ja que Adam Raga presentà batalla i guanyà un total de quatre proves, mentre Bou en guanyava set i obtenia el títol amb només 13 punts d'avantatge sobre el d'Ulldecona.
Una vegada més, quatre catalans es van classificar entre els cinc primers: Bou, Raga, Albert Cabestany (quart) i Jeroni Fajardo (cinquè amb la nova Ossa). A més a més, de nou totes les proves puntuables van ser guanyades per catalans (set per Toni Bou i les altre quatre per Adam Raga).

## Novetats
Aquesta temporada presentava l'al·licient del retorn a la competició de la mítica marca catalana Ossa, renascuda de les seves cendres després de gairebé trenta anys d'haver hagut de tancar les portes. L'equip oficial, dirigit per l'excampió del món Marc Colomer, el componia un sol pilot: Jeroni Fajardo, qui fou fitxat per la marca a final del 2010. Un altre fitxatge destacat de la temporada fou el de Dougie Lampkin, qui deixava Beta després d'haver-hi tornat el 2008 per a passar a córrer amb Gas Gas. L'anglès acabà el mundial en la setzena posició final, en la que fou la seva darrera temporada en actiu al campionat.
En un altre ordre de coses, aquell any, el Campionat del Món de trial indoor va passar a anomenar-se oficialment Campionat del Món de X-Trial.

## Calendari
El calendari de la temporada 2011, previst inicialment a deu curses (vuit Grans Premis, dos dels quals de dos dies), es veié alterat de bon començament a causa de l'anul·lació del darrer Gran Premi previst, el de Polònia, programat inicialment pel 4 de setembre a Myslenice. Per tal de compensar aquesta mancança, a mitjan temporada es programà un darrer Gran Premi de dos dies de durada per al mateix cap de setmana (3 i 4 de setembre) a l'estació d'esquí d'Isola 2000, a Occitània, amb el nom de Gran Premi d'Europa. Així doncs, aquella temporada hi hagué un total de vuit Grans Premis, amb onze curses.

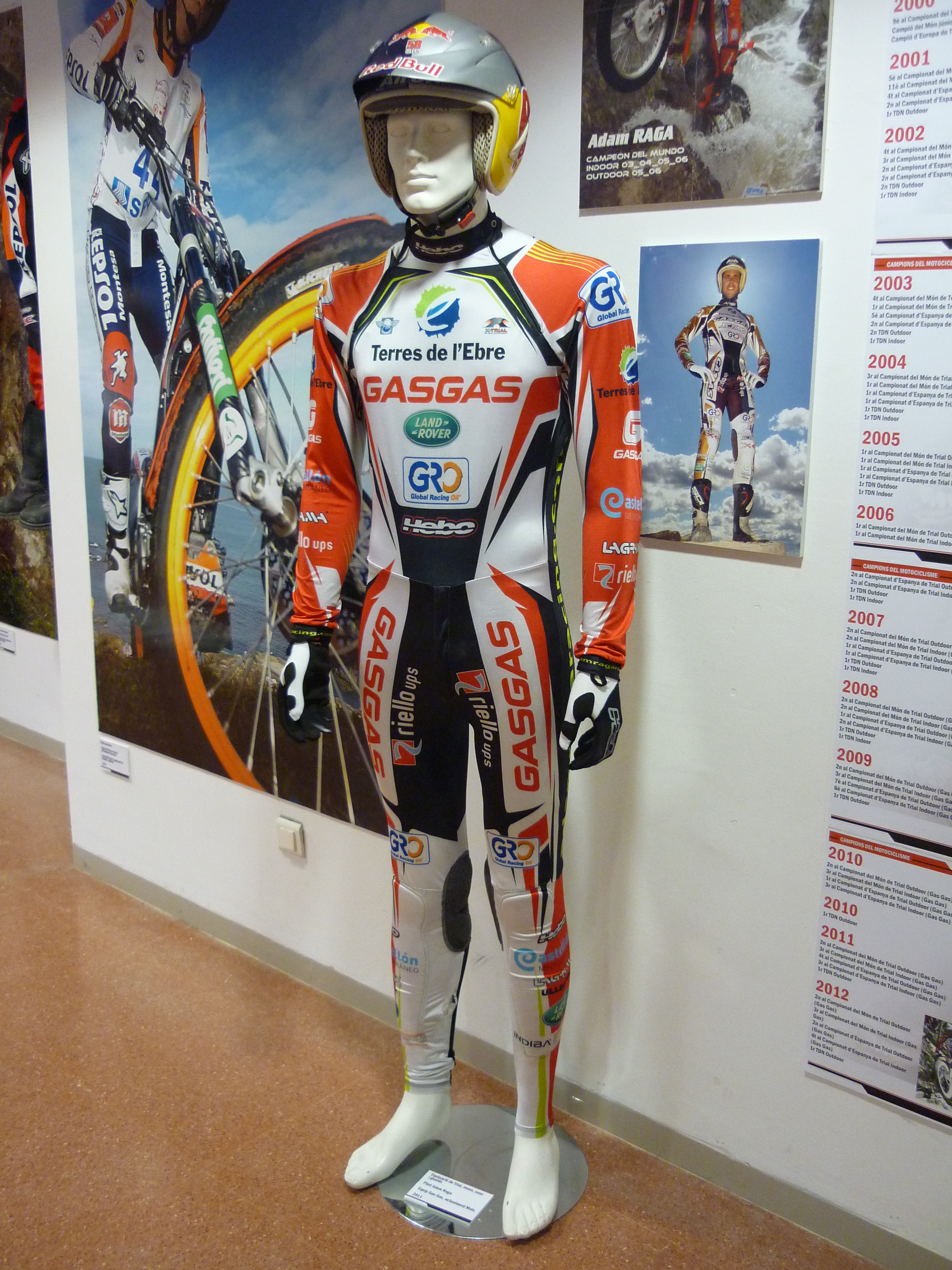
L'equipament d'Adam Raga el 2011

| Ronda | Data          | Gran Premi    | Lloc                | Guanyador |
| ----- | ------------- | ------------- | ------------------- | --------- |
| 1     | 15 de maig    | Alemanya      | Gefrees             | Toni Bou  |
| 2     | 21 de maig    | França        | Breal-Moñforzh      | Adam Raga |
| 3     | 22 de maig    | França        | Breal-Moñforzh      | Toni Bou  |
| 4     | 19 de juny    | Espanya       | P. de las Regueras  | Toni Bou  |
| 5     | 26 de juny    | Andorra       | Sant Julià de Lòria | Toni Bou  |
| 6     | 10 de juliol  | Itàlia        | Montecrestese       | Toni Bou  |
| 7     | 30 de juliol  | Gran Bretanya | Fort William        | Adam Raga |
| 8     | 20 d'agost    | Japó          | Circuit de Motegi   | Toni Bou  |
| 9     | 21 d'agost    | Japó          | Circuit de Motegi   | Adam Raga |
| 10    | 3 de setembre | Europa        | Isola 2000          | Adam Raga |
| 11    | 4 de setembre | Europa        | Isola 2000          | Toni Bou  |

Notes
1. ↑  Districte de Bayreuth
2. ↑  A Igüeña, província de Lleó
3. ↑  A la província de Verbano-Cusio-Ossola

## Classificació

### Sistema de puntuació
Els punts s'atorguen als 15 primers classificats.
Barem de puntuació a partir de 1984:
| Posició | 1  | 2  | 3  | 4  | 5  | 6  | 7 | 8 | 9 | 10 | 11 | 12 | 13 | 14 | 15 |
| Punts   | 20 | 17 | 15 | 13 | 11 | 10 | 9 | 8 | 7 | 6  | 5  | 4  | 3  | 2  | 1  |

### Classificació dels pilots
- Els pilots amb fons blau debutaven al Campionat del Món aquesta temporada.

| Pos | Pilot               | Moto          | GER · | FRA 1 · | FRA 2 · | ESP · | AND · | ITA · | GBR · | JAP 1 · | JAP 2 · | EUR 1 · | EUR 2 · | Pts |
| --- | ------------------- | ------------- | ----- | ------- | ------- | ----- | ----- | ----- | ----- | ------- | ------- | ------- | ------- | --- |
| 1   | Toni Bou            | Montesa Honda | 1     | 3       | 1       | 1     | 1     | 1     | 2     | 1       | 3       | 2       | 1       | 204 |
| 2   | Adam Raga           | Gas Gas       | 4     | 1       | 3       | 2     | 3     | 2     | 1     | 2       | 1       | 1       | 2       | 191 |
| 3   | Takahisa Fujinami   | Montesa Honda | 3     | 5       | 4       | 4     | 2     | 3     | 3     | 3       | 2       | 5       | 4       | 155 |
| 4   | Albert Cabestany    | Sherco        | 2     | 4       | 2       | 3     | 4     | 5     | 4     |         |         | 3       | 3       | 129 |
| 5   | Jeroni Fajardo      | Ossa          | 5     | 2       | 5       | 5     | 6     | 4     | 7     | 4       | 9       | 4       |         | 115 |
| 6   | Michael Brown       | Gas Gas       | 8     | 7       | 8       | 9     | 11    | 10    | 6     | 9       | 5       | 7       | 6       | 90  |
| 7   | Loris Gubian        | Gas Gas       | 10    | 8       | 6       | 7     | 8     | 7     | 10    | 6       | 8       | 8       | 10      | 88  |
| 8   | James Dabill        | Beta          | 6     | 6       | 9       | 6     | 5     | 6     | 5     |         |         | 10      | 5       | 86  |
| 9   | Jack Challoner      | Beta          | 11    | 9       | 7       | 8     | 7     | 9     | 9     |         |         | 6       | 8       | 70  |
| 10  | Matteo Grattarola   | Gas Gas       | 7     | 10      | 10      | 10    | 9     | 8     | 11    |         |         | 9       | 9       | 61  |
| 11  | Francesco Iolitta   | Beta          | 14    | 11      | 12      | 12    | 12    | 13    |       |         |         | 11      | 11      | 32  |
| 12  | Kenichi Kuroyama    | Yamaha        |       |         |         |       |       |       |       | 5       | 4       |         |         | 24  |
| 13  | Alexz Wigg          | Sherco        | 13    | 12      | 11      | 11    | 10    | 15    |       |         |         |         |         | 24  |
| 14  | Fumitaka Nozaki     | Yamaha        |       |         |         |       |       |       |       | 7       | 6       |         |         | 19  |
| 15  | Tomoyuki Ogawa      | Honda         |       |         |         |       |       |       |       | 8       | 7       |         |         | 17  |
| 16  | Dougie Lampkin      | Gas Gas       | 9     |         |         | Ret   |       |       | 8     |         |         |         |         | 15  |
| 17  | Tsuyoshi Ogawa      | Beta          |       |         |         |       |       |       |       | 10      | 10      |         |         | 12  |
| 18  | Akira Shibata       | Honda         |       |         |         |       |       |       |       | 11      | 11      |         |         | 10  |
| 19  | Alfredo Gómez       | Montesa Honda |       |         |         |       |       |       |       |         |         |         | 7       | 9   |
| 20  | Masahiko Sunada     | Honda         |       |         |         |       |       |       |       | 13      | 12      |         |         | 7   |
| 21  | Masatoshi Okamura   | Gas Gas       |       |         |         |       |       |       |       | 12      | 14      |         |         | 6   |
| 22  | Daniele Maurino     | Beta          |       |         |         |       |       | 11    |       |         |         |         |         | 5   |
| 23  | Fabio Lenzi         | HM            |       |         |         |       |       | 12    |       |         |         |         |         | 4   |
| 24  | Carsten Stranghöner | Gas Gas       | 12    |         |         |       |       |       |       |         |         |         |         | 4   |
| 25  | Tsubasa Matsuura    | Honda         |       |         |         |       |       |       |       | 15      | 13      |         |         | 4   |
| 26  | Akio Saito          | Honda         |       |         |         |       |       |       |       | 14      |         |         |         | 2   |
| 27  | Michele Orizio      | Gas Gas       |       |         |         |       |       | 14    |       |         |         |         |         | 2   |
| Pos | Pilot               | Moto          | GER · | FRA 1 · | FRA 2 · | ESP · | AND · | ITA · | GBR · | JAP 1 · | JAP 2 · | EUR 1 · | EUR 2 · | Pts |

| • Llegenda |                             |
| --- | --------------------------- |
| \| Color \| Resultat \| \| ------ \| --------------------------- \| \| Or \| Guanyador \| \| Argent \| 2n lloc \| \| Bronze \| 3r lloc \| \| Verd \| Va acabar sumant punts \| \| Blau \| Va acabar sense sumar punts \| \| Blau \| No classificat (NC) \| \| Porpra \| No va acabar (Ret) \| \| Negre \| Desqualificat (DSQ) \| \| Blanc \| No va començar (NVC) \| \| Blanc \| Abandonà (AB) \| \| Blanc \| Retirat per lesió (LES) \| \| Blanc \| Cursa cancel·lada (C) \| \| Gris \| No va participar \| \| Gris \| Exclòs (EX) \| |                             |
| Color | Resultat                    |
| Or | Guanyador                   |
| Argent | 2n lloc                     |
| Bronze | 3r lloc                     |
| Verd | Va acabar sumant punts      |
| Blau | Va acabar sense sumar punts |
| Blau | No classificat (NC)         |
| Porpra | No va acabar (Ret)          |
| Negre | Desqualificat (DSQ)         |
| Blanc | No va començar (NVC)        |
| Blanc | Abandonà (AB)               |
| Blanc | Retirat per lesió (LES)     |
| Blanc | Cursa cancel·lada (C)       |
| Gris | No va participar            |
| Gris | Exclòs (EX)                 |

| Color  | Resultat                    |
| ------ | --------------------------- |
| Or     | Guanyador                   |
| Argent | 2n lloc                     |
| Bronze | 3r lloc                     |
| Verd   | Va acabar sumant punts      |
| Blau   | Va acabar sense sumar punts |
| Blau   | No classificat (NC)         |
| Porpra | No va acabar (Ret)          |
| Negre  | Desqualificat (DSQ)         |
| Blanc  | No va començar (NVC)        |
| Blanc  | Abandonà (AB)               |
| Blanc  | Retirat per lesió (LES)     |
| Blanc  | Cursa cancel·lada (C)       |
| Gris   | No va participar            |
| Gris   | Exclòs (EX)                 |

### Classificació de marques
- Les quantitats indiquen els punts computables per al títol de constructors aconseguits pels pilots de la marca.

| Pos | Marca         | GER · | FRA 1 · | FRA 2 · | ESP · | AND · | ITA · | GBR · | JAP 1 · | JAP 2 · | EUR 1 · | EUR 2 · | Pts |
| --- | ------------- | ----- | ------- | ------- | ----- | ----- | ----- | ----- | ------- | ------- | ------- | ------- | --- |
| 1   | Montesa Honda | 35    | 26      | 33      | 33    | 37    | 35    | 32    | 35      | 32      | 28      | 33      | 359 |
| 2   | Gas Gas       | 22    | 29      | 25      | 26    | 23    | 26    | 30    | 27      | 31      | 29      | 27      | 295 |
| 3   | Beta          | 15    | 17      | 16      | 18    | 20    | 17    | 18    | 6       | 6       | 16      | 19      | 168 |
| 4   | Sherco        | 20    | 17      | 22      | 20    | 19    | 12    | 13    |         |         | 15      | 15      | 153 |
| 5   | Ossa          | 11    | 17      | 11      | 11    | 10    | 13    | 9     | 13      | 7       | 13      |         | 115 |
| 6   | Yamaha        |       |         |         |       |       |       |       | 20      | 23      |         |         | 43  |
| 7   | Honda         |       |         |         |       |       |       |       | 13      | 14      |         |         | 27  |
| Pos | Marca         | GER · | FRA 1 · | FRA 2 · | ESP · | AND · | ITA · | GBR · | JAP 1 · | JAP 2 · | EUR 1 · | EUR 2 · | Pts |